# Pseudidothea richardsoni
Pseudidothea richardsoni is een pissebed uit de familie Pseudidotheidae. De wetenschappelijke naam van de soort is voor het eerst geldig gepubliceerd in 1957 door Hurley.